# Bobkabata kabatabobbus
Bobkabata kabatabobbus – gatunek widłonoga z rodziny Chondracanthidae; jedyny przedstawiciel rodzaju Bobkabata. Gatunek i rodzaj opisali w 1990 roku zoolodzy William E. Hogans i George William Benz.